# Спиновое эхо

На анимации спинового эхо показано как магнитные моменты (красные стрелочки) ведут себя на сфере Блоха (синий шарик), здесь зелёным показана импульсная последовательность

Спиновое эхо — это спонтанное возникновение сигнала ядерного магнитного резонанса и электронного парамагнитного резонанса через некоторое время после подачи на образец последовательности импульсов радиочастотного поля.

## История развития
Спиновое эхо было открыто Эрвином Ханом и положило начало развитию импульсных методов ЯМР. Хан возбудил спин вторым импульсом {\displaystyle \pi /2}, приложенным вслед за первым через интервал времени {\displaystyle \tau } и по прохождении {\displaystyle 2\tau } после первого импульса он наблюдал второй сигнал. После своего экспериментального открытия Хан также подтвердил его теоретически, на основе уравнений Блоха.

## Объяснение эффекта
Рассмотрим возникновение спинового эха шаг за шагом:
| Возникновение спинового эха | |
| 1. В начальный момент времени группа спинов (изображена красными стрелками) ориентирована вдоль магнитного поля {\displaystyle H_{0}}, направленного вертикально (по оси z). 2. Затем с помощью импульса {\displaystyle \pi /2} поворачиваем спины в горизонтальную (x-y) плоскость. 3. Далее будем предполагать, что спины находятся в системе координат, вращающейся с частотой {\displaystyle \omega =\gamma H_{0}} вокруг оси {\displaystyle z}. В такой системе координат в однородном магнитном поле спины покоятся, но из-за локальных неоднородностей магнитного поля спины начинают прецессировать с различной скоростью и в различных направлениях. Это приводит к затуханию суммарной намагниченности. | 1. Через некоторое время {\displaystyle t} прикладываем {\displaystyle \pi } импульс, который разворачивает спины в противоположном направлении. 2. Видим, что за следующие {\displaystyle t} секунд каждый спин повернётся в том же направлении на тот же угол, на который он повернулся за предыдущие {\displaystyle t} секунд. Это значит, что через {\displaystyle t} секунд после разворота {\displaystyle \pi } импульсом фазы всех спинов совпадут. 3. Фазы всех спинов совпали. |

Анимация всех шагов возникновения спинового эха показана ниже. Больше стрелок добавлено для того, чтобы показать, что спиновое эхо возникает даже при значительной дефазировке, вызванной неоднородностью магнитного поля:

## Затухание спинового эха
Спиновое эхо может быть использовано для точного измерения времени поперечной релаксации T2, поскольку ни продольная релаксация, ни локальные неоднородности магнитного поля не влияют на интенсивность спинового эха. На анимации ниже изображен процесс измерения. Для различных расстояний {\displaystyle t} между {\displaystyle \pi /2} и {\displaystyle \pi } импульсами измеряется интенсивность сигнала эха, а затем из полученной зависимости находится время
T2.

## Применения
Явление спинового эха используется для измерения времени релаксации, исследования внутримолекулярных магнитных полей, структуры кристаллов, других свойств вещества. Оно может быть использовано для изготовления линий задержки и устройств памяти. 